# Takutea
Takutea es una pequeña isla inhabitada a 9 millas al noroeste de Atiu, Islas Cook. Debido a su media milla cuadrada de extensión es muy peligroso desembarcar en la zona noroeste del arrecife. Está protegida como santuario de la vida salvaje, preservando así especies avícolas tropicales. Agricultores de copra visitan todos los años la isla para recoger los frutos de los cocoteros. La visita está restringida y se necesita un permiso especial para acceder a Takutea. 
El servicio de conservación, formado por residentes locales de islas vecinas realizan visitas regulares destinadas a turistas.
- Datos: Q1425600
- Multimedia: Takutea / Q1425600